# Vitrac-en-Viadène
Vitrac-en-Viadène (okzitanisch Vitrac) ist eine frühere französische Gemeinde mit 93 Einwohnern (Stand: 1. Januar 2018) im Département Aveyron in der Region Okzitanien. Als Gemeinde gehörte sie zum Arrondissement Rodez und zum Kanton Aubrac et Carladez. Die Einwohner werden Vitraciens genannt.
Seit dem 1. Januar 2016 ist Vitrac-en-Viadène Gemeindeteil der Commune nouvelle Argences en Aubrac.

## Geografie
Vitrac-en-Viadène liegt etwa 49 Kilometer nordnordöstlich von Rodez. 

## Bevölkerungsentwicklung
| 1962                       | 1968 | 1975 | 1982 | 1990 | 1999 | 2006 | 2013 |
| -------------------------- | ---- | ---- | ---- | ---- | ---- | ---- | ---- |
| 222                        | 197  | 175  | 151  | 129  | 99   | 115  | 116  |
| Quellen: Cassini und INSEE |      |      |      |      |      |      |      |

## Sehenswürdigkeiten
- Wehrkirche Saint-Michel
- Kapelle von Cayrac aus dem Jahre 1839

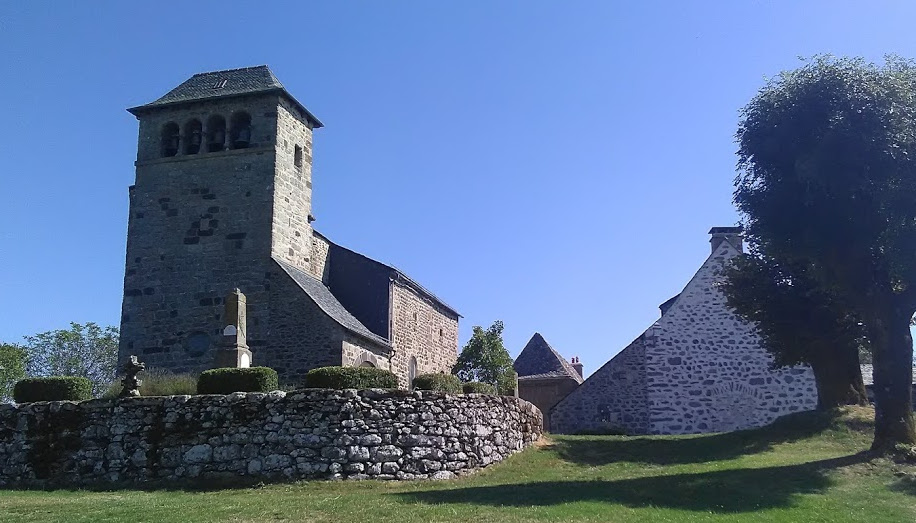
Wehrkirche Saint-Michel
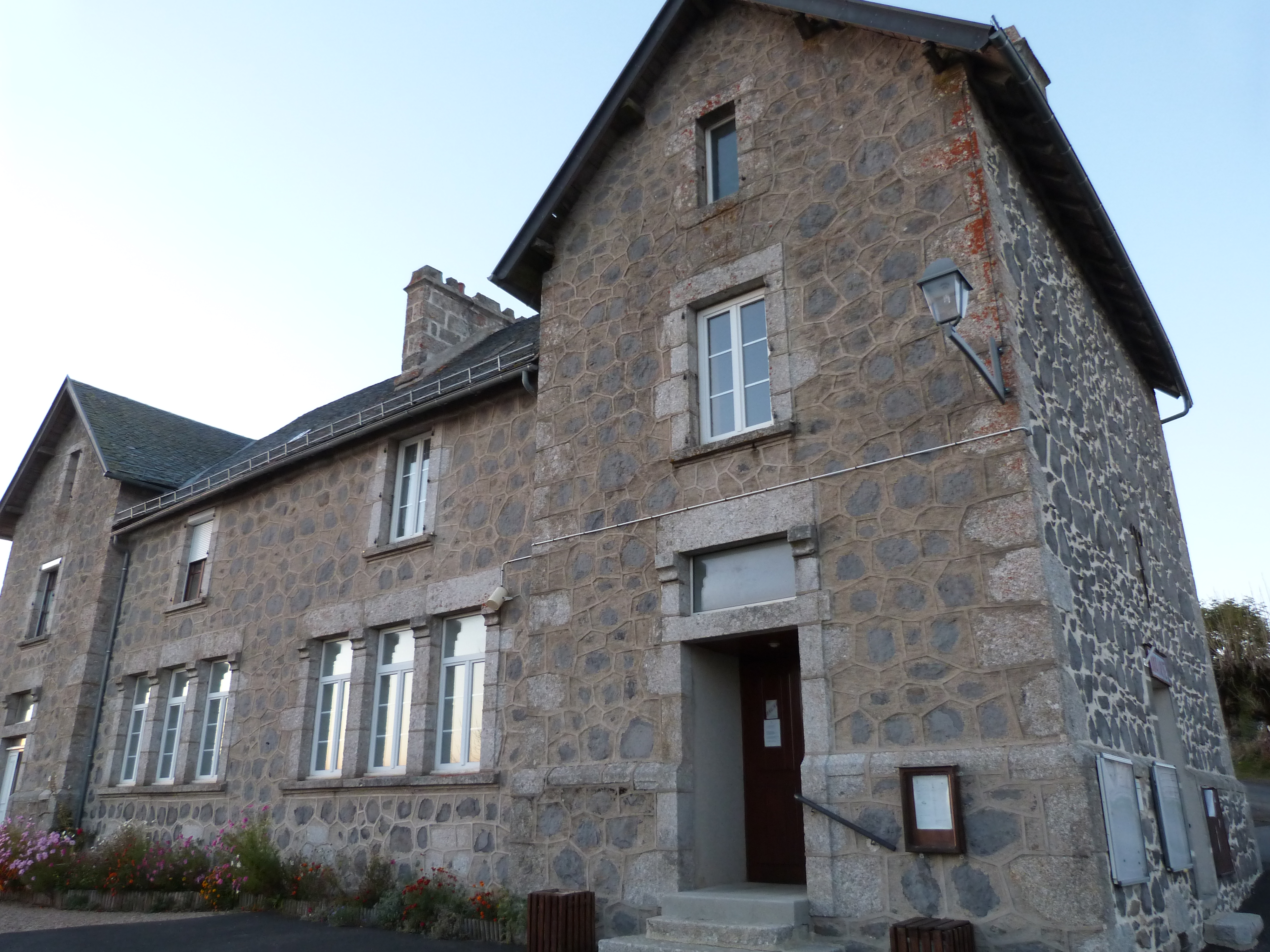
Ehemaliges Rathaus